# Jedysan
Jedysan (rum. Edisan, ukr. Єдисан) – kraina historyczna na południowo-zachodniej Ukrainie i Mołdawii, położona nad Morzem Czarnym. Centrami tego regionu były Chadżybej (współcześnie Odessa) i Oczaków.

## Nazwa
Nazwa pochodzi od zniekształconej tureckiej nazwy twierdzy „Yeni Dünya” (Nowy Świat), leżącej na terenie późniejszej wioski Chadżybej. Nazwy „Jedysan” w oznaczeniu regionu w dawnej Polsce raczej do XVIII wieku nie używano, stosując nazwę Pole Oczakowskie.

## Granice
Region położony jest pomiędzy dwiema granicznymi rzekami: Dniestrem i Dnieprem. Od północy graniczy z położonym na Podolu Pobereżem poprzez rzeki Kodymę i Jahorłyk, od zachodu poprzez Dniestr graniczy z Mołdawią (Budziakiem i Besarabią), a od wschodu z Krymem i Zaporożem.

## Historia

Mapa Polski i Litwy za panowania króla Władysława II Jagiełły

W starożytności na wybrzeżu Morza Czarnego istniały greckie kolonie, m.in. Olbia i Nikonion. W IX-X wieku obszaru późniejszego Jedysanu sięgały północne granice Bułgarii. We wczesnym średniowieczu ziemie Jedysanu zamieszkiwały koczownicze plemiona Pieczyngów, Połowców i grupy osiadłych Słowian. Po mongolskiej inwazji w XIII wieku teren ten był przydzielony Złotej Ordzie.
W 1397 roku tereny te wraz z brzegiem Morza Czarnego opanowali Władysław Jagiełło i Witold Kiejstutowicz. Region stanowił część Wielkiego Księstwa Litewskiego. W 1492 roku tereny te opanowali Tatarzy krymscy. W 1538 roku Jedysan stał się częścią Imperium Osmańskiego i włączony do ejaletu Silistra. Przez kilkanaście następnych lat był plądrowany przez polskich rotmistrzów z Baru, Jazłowca i Trembowli. Wkrótce w Jedysanie osiadali Tatarzy krymscy oraz Nogajowie tworzący tu ordę jambolucką (oczakowską) i po 1720 roku ordę jedysańską (odłam Małej Ordy Nogajskiej). W zachodniej części regionu zamieszkiwali Mołdawianie (np. w Dubosarach i Mołdawiance).

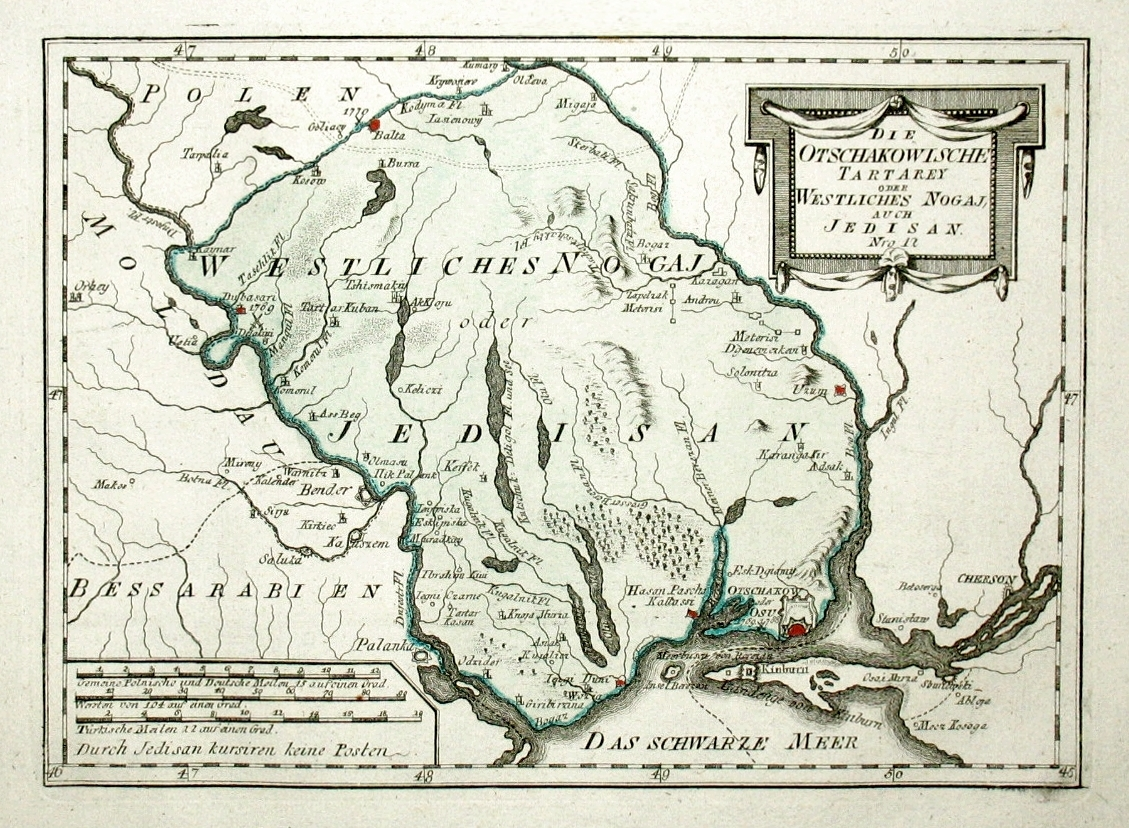
Mapa Jedysanu z 1791 r.

W lipcu 1774 roku Rosja i Turcja podpisały traktat w Küczük Kajnardży i położona pomiędzy Dnieprem i Bohem część Jedysanu przeszła pod władzę Rosji. Kolejną wojnę turecko-rosyjską zakończył traktat w Jassach, na mocy którego pozostała część Jedysanu  po Dniestr przypadła Rosji. Katarzyna II nakazała przesiedlenie Nogajów za Ural, w związku z czym podnieśli bunt stłumiony przez Aleksandra Suworowa. W 1794 roku założono miasto Odessa, które stało się największym rosyjskim portem nad Morzem Czarnym. Od 1803 roku włączony do guberni chersońskiej.
Od 1922 w ZSRR. W 1924 roku część zachodnich terenów Jedysanu weszła w skład Mołdawskiej Autonomicznej SRR, a pozostała część w skład Ukraińskiej SRR. W 1941 zachodnia część Jedysanu między Dniestrem i Bohem znalazła się pod zarządem Rumunii jako część Transnistrii ze stolicą w Odessie, a wschodnia między Bohem a Dnieprem była okupowana przez Niemcy. W 1944 całość Jedysanu ponownie znalazła się w granicach Związku Radzieckiego, w Mołdawskiej SRR i Ukraińskiej SRR. Od 1991 roku Jedysan znajduje się na terytorium Republiki Ukrainy oraz Naddniestrza w Mołdawii.

## Miasta

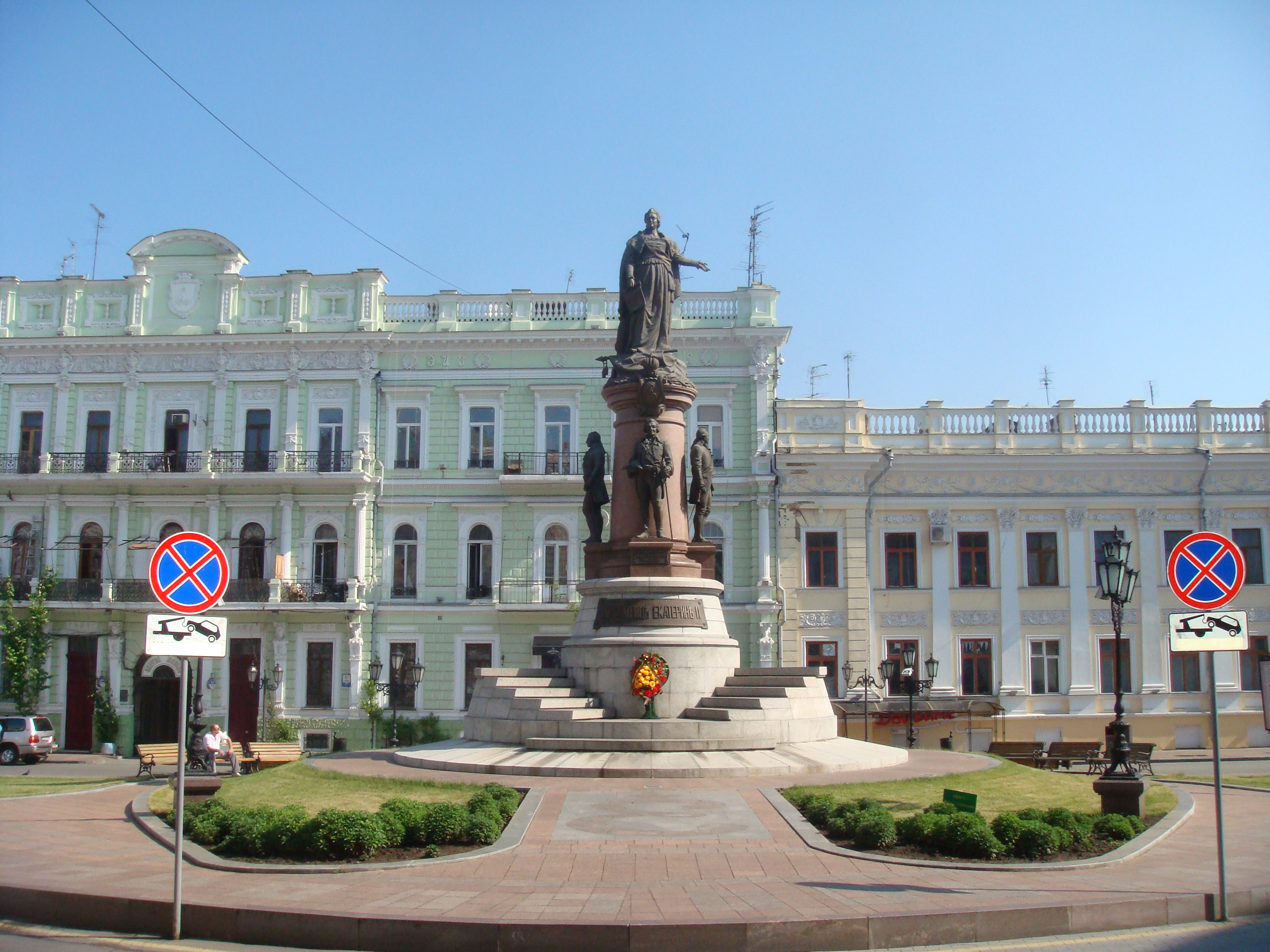
Odessa

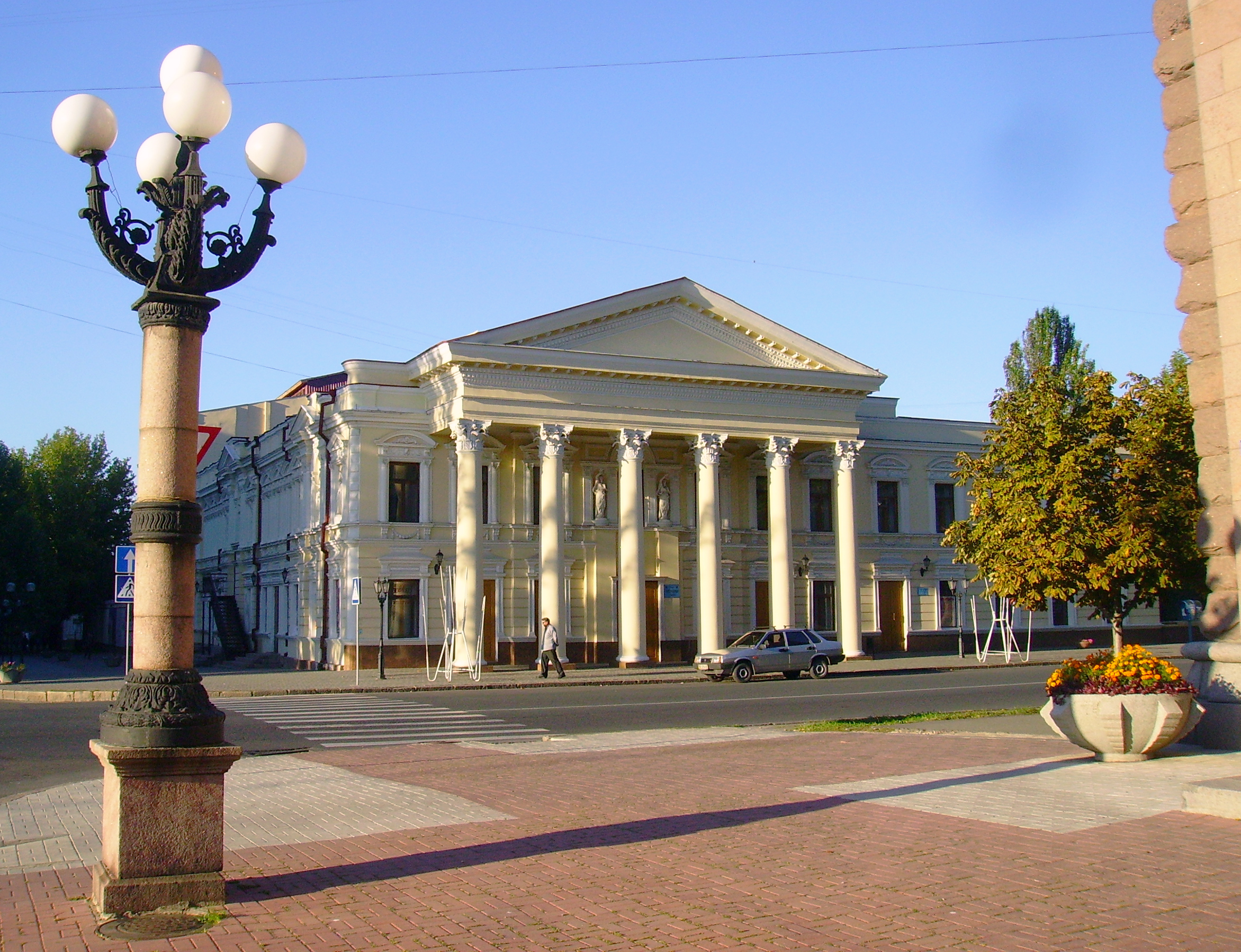
Mikołajów

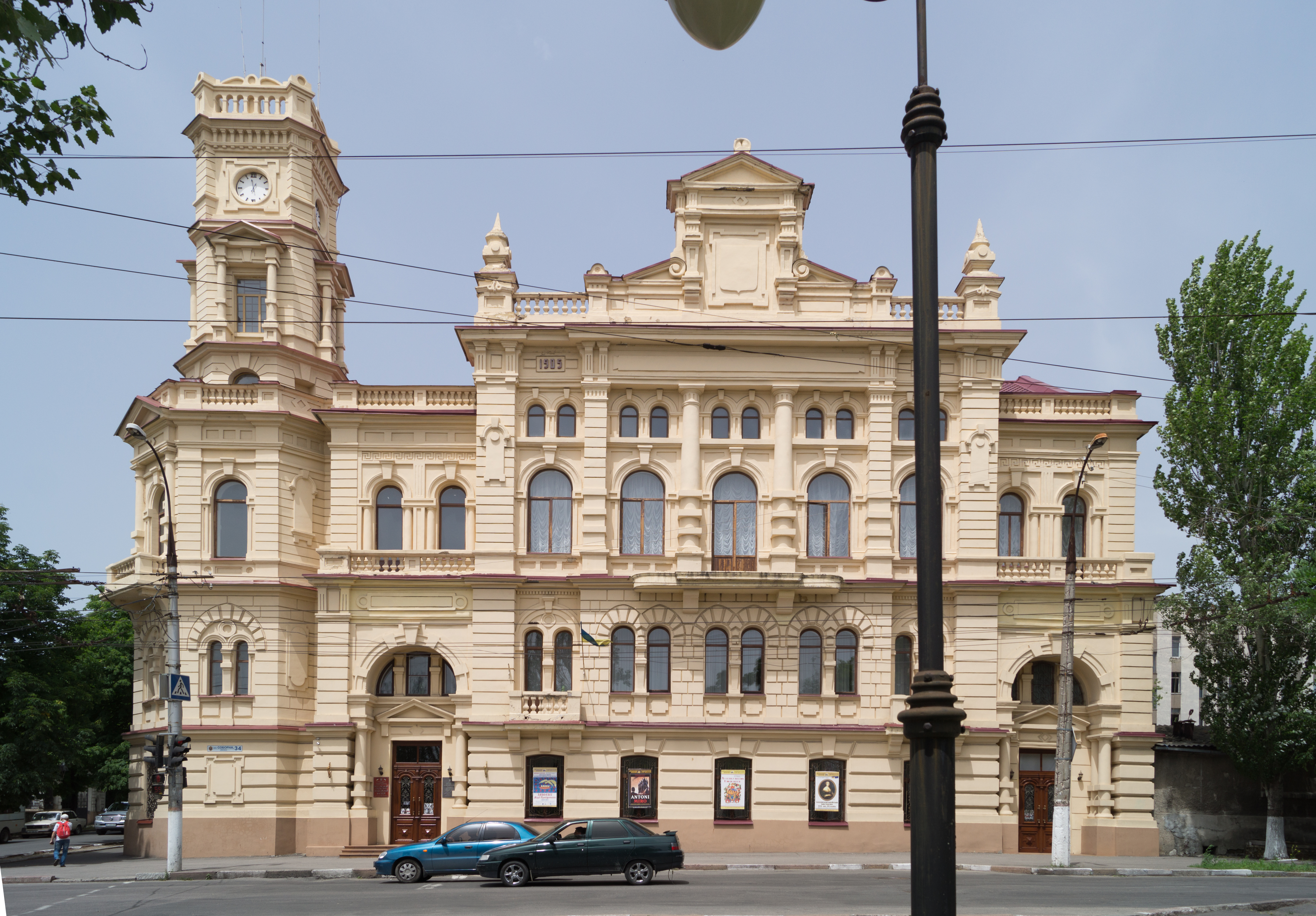
Chersoń

Największe miasta na obszarze Jedysanu współcześnie:
|     | miasto         | populacja (2014) | państwo | jednostka administracyjna | republika radziecka (1924–1940) |
| --- | -------------- | ---------------- | ------- | ------------------------- | ------------------------------- |
| 1.  | Odessa         | 1 014 900        | Ukraina | Obwód odeski              | Ukraińska SRR                   |
| 2.  | Mikołajów      | 494 638          | Ukraina | Obwód mikołajowski        | Ukraińska SRR                   |
| 3.  | Chersoń        | 324 400          | Ukraina | Obwód chersoński          | Ukraińska SRR                   |
| 4.  | Tyraspol       | 133 807          | /       | miasto wydzielone         | Mołdawska ASRR                  |
| 5.  | Perwomajsk     | 66 687           | Ukraina | Obwód mikołajowski        | Ukraińska SRR                   |
| 6.  | Czarnomorsk    | 59 817           | Ukraina | Obwód odeski              | Ukraińska SRR                   |
| 7.  | Podilśk        | 40 700           | Ukraina | Obwód odeski              | Mołdawska ASRR                  |
| 8.  | Wozniesieńsk   | 36 094           | Ukraina | Obwód mikołajowski        | Ukraińska SRR                   |
| 9.  | Piwdenne       | 31 814           | Ukraina | Obwód odeski              | Ukraińska SRR                   |
| 10. | Dubosary       | 25 060           | /       | Rejon Dubosary            | Mołdawska ASRR                  |
| 11. | Bałta          | 19 082           | Ukraina | Obwód odeski              | Mołdawska ASRR                  |
| 12. | Rozdilna       | 17 930           | Ukraina | Obwód odeski              | Ukraińska SRR                   |
| 13. | Slobozia       | 14 618           | /       | Rejon Slobozia            | Mołdawska ASRR                  |
| 14. | Oczaków        | 14 566           | Ukraina | Obwód mikołajowski        | Ukraińska SRR                   |
| 15. | Wełykodołynśke | 13 378           | Ukraina | Obwód odeski              | Ukraińska SRR                   |
| 16. | Berysław       | 13 044           | Ukraina | Obwód chersoński          | Ukraińska SRR                   |
| 17. | Snihuriwka     | 12 992           | Ukraina | Obwód mikołajowski        | Ukraińska SRR                   |
| 18. | Antoniwka      | 12 807           | Ukraina | Obwód chersoński          | Ukraińska SRR                   |
| 19. | Nowa Odessa    | 12 253           | Ukraina | Obwód mikołajowski        | Ukraińska SRR                   |
| 20. | Bielajewka     | 11 993           | Ukraina | Obwód odeski              | Ukraińska SRR                   |
| 21. | Owidiopol      | 11 887           | Ukraina | Obwód odeski              | Ukraińska SRR                   |
| 22. | Dnestrovsc     | 10 436           | /       | Rejon Slobozia            | Mołdawska ASRR                  |
| 23. | Tepłodar       | 10 227           | Ukraina | Obwód odeski              | Ukraińska SRR                   |
| 24. | Berezówka      | 9 778            | Ukraina | Obwód odeski              | Ukraińska SRR                   |
| 25. | Biłozerka      | 9 738            | Ukraina | Obwód chersoński          | Ukraińska SRR                   |